# Xã Plato, Quận Hand, Nam Dakota
Xã Plato (tiếng Anh: Plato Township) là một xã thuộc quận Hand, tiểu bang Nam Dakota, Hoa Kỳ. Năm 2010, dân số của xã này là 52 người.